# Utkatasana
Utkatasana (Sanskriet voor intense heuphouding of Stoelhouding) is een houding of asana.
| Sanskriet | vertaling                   |
| ut        | intens                      |
| kata      | heup                        |
| utkata    | sterk, fier                 |
| asana     | houding (letterlijk: 'zit') |

## Beschrijving
Deze houding begint staand, vanuit de Tadasana. Sterk de armen schuin naar boven in een hoek van 45° met de handpalmen naar elkaar toe gericht. Buig de knieën en breng de heupen naar beneden. De rug is gestrekt en recht. Voer de hele houding uit, zonder in de beweging voorover of achterover te hellen. Houdt deze houding enkele in- en uitademingen vast.